# D’Addario

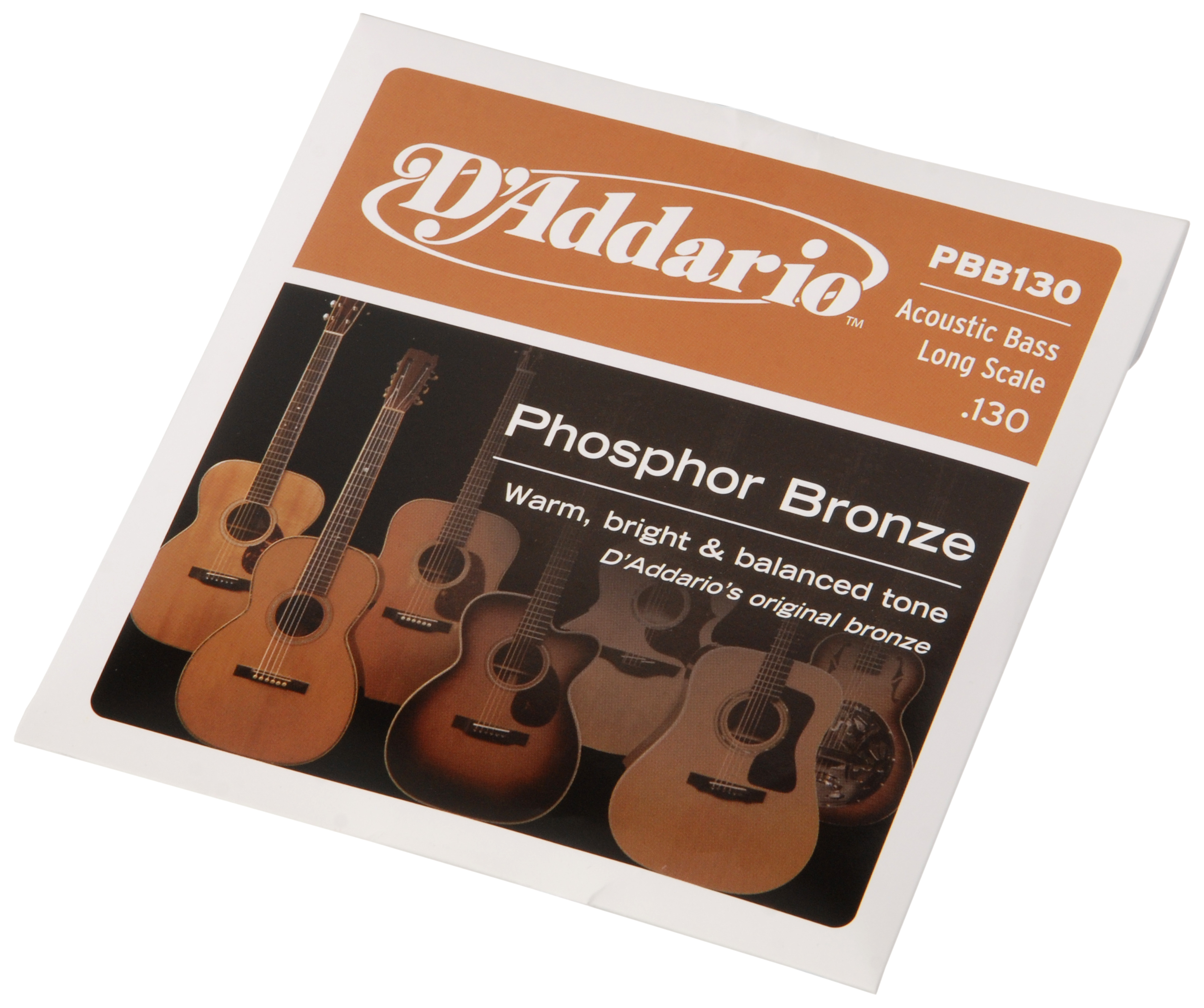
Струны для акустической бас-гитары

D’Addario — американская фирма-производитель музыкальных товаров — струн, мундштуков и тростей для кларнетов и саксофонов (под брендом Rico), барабанных пластиков (Ewans) и палочек (Promark), аксессуаров для музыкальных инструментов.
Главный офис находится в Фармингдейле (Лонг-Айленд, штат Нью-Йорк). Также есть офисы в Канаде, Англии, Франции, Германии, Италии, Австралии и Китае.
Сейчас компания — один из самых крупных производителей струн. Продукция D’Addario экспортируется в 101 страну мира. D’Addario не только производят струны под собственным именем, они являются также поставщиком ОЕМ струн, устанавливаемых производителями гитар на свои инструменты. Струны D’Addario используют такие известные музыканты как Джо Сатриани, Ленни Кравиц, Адриан Белью, Эл Ди Меола, Джош Клингхоффер, Брент Хайндс, Сергей Табачников. Помимо струн для гитар, бас-гитар, мандолин, укулеле, банджо и других струнных инструментов, в том числе оркестровых, компания D’Addario выпускает под разными брендами барабанные пластики (Evans) и палочки (ProMark), а также широкий ассортимент аксессуаров для музыкальных инструментов.

## История
Семья Д’Аддарио происходит из маленького итальянского городка Салле в провинции Пескара. Свидетельство о крещении 1680 года описывает Донато Д’Аддарио как «cordaro», что является региональным вариантом итальянского слова «cordaio», означающего «производитель/продавец струн». Из других исторических записей следует, что основными занятиями города были сельское хозяйство и изготовление струн. В то время верёвки делались из овечьих или свиных кишок, и изготовление их было трудоёмким процессом.
После землетрясения, разрушившего город в 1915 году, два брата, Рокко и Кармин Д’Аддарио, эмигрировали в Асторию в Куинсе, штат Нью-Йорк, в попытке расширить свой рынок, привозя и продавая струны, изготовленные их семьёй в Салле. К 1918 году Рокко вернулся в Салле, и Кармин, который позже стал известен как Чарльз, начал делать свои собственные струны в небольшом магазине позади дома.
Популярность гитары значительно возросла в начале 20-го века из-за новой популярной музыки, и где-то в 1930-х годах семья начала изготавливать струны для этого инструмента, производя их на заказ для отдельных музыкантов или производителей гитар.
Разработка нейлона компанией DuPont во время Второй мировой войны привела к серьёзным изменениям в семейном бизнесе. Получив образцы нейлона в 1947 году, D’Addario начали экспериментировать с этим новым материалом, консультируясь со многими своими постоянными клиентами при разработке струн.
В конце 1940-х и начале 1950-х годов (особенно после рождения рок-н-ролла) классические гитары с нейлоновыми струнами были вытеснены по популярности гитарой со стальными струнами. Некоторые из членов семьи хотели расширить бизнес, начав производить стальные струны, но Чарльз не хотел рисковать семейным делом.
В 1956 году новая компания (Archaic Musical String Mfg Co.), которой руководил сын Чарльза, Джон Д’Аддарио-старший, начала производить стальные струны. Компания производила их для нескольких крупнейших производителей гитар того времени, включая Gretsch, D'Angelico, Martin и Guild. В 1962 году две компании были объединены под названием Darco.
Гитара стала самым популярным инструментом в Соединённых Штатах, и компания Darco разработала множество инноваций в производстве гитарных струн, в том числе первое автоматизированное оборудование для намотки струн и первые струны для бас-гитары с круглой обмоткой.
В конце 1960-х годов Martin Guitars обратился к Darco с предложением о слиянии, чтобы объединить ресурсы и усилия по развитию. Хотя партнёрство было выгодным для обеих компаний, к 1974 году семья Д’Аддарио решила, что пришло время продавать струны под своим собственным именем, и была образована корпорация J. D’Addario & Company.
В 1977 году появился список гитаристов, использующих струны D’Addario: Лауриндо Альмейда, Майкл Лаук, Фредерик Хэнд, Дэвид Старобин, Дэвид Рассел, Хорхе Морель, Уильям Мэтьюз, Пако Пенья, Майкл Ньюман, Дэвид Лейснер и Элис Артцт.
Первоначально расположенный в Линбруке, штат Нью-Йорк, бизнес продолжал расширяться и в 1994 году переехал на своё нынешнее предприятие в Фармингдейл, штат Нью-Йорк. Компания по-прежнему принадлежит и управляется семьёй Д’Аддарио, в которой из 1000 сотрудников компании 13 членов семьи.